# Арсенал (предприятие)
Вижте пояснителната страница за други значения на Арсенал.
„Арсенал“ АД е българско предприятие от военната промишленост със седалище и основни производствени мощности в град Казанлък.
С около 10 500 служители (2018) е най-големият работодател в страната (извън управлението). Произвежда основно стрелково и артилерийско въоръжение, боеприпаси, барути, капсули, пиротехнически изделия, твърдосплавни инструменти и др.

## История

### Артилерийски арсенал и Държавна военна фабрика
„Арсенал“ води началото си от арсенала на Българската армия. Той е основан в Русе през 1878 г. като Русенски артилерийски арсенал след изтеглянето на руските войски след завършването на Руско-турската война на основата на машини, съоръжения, технологии, резервни части и опит, които са имали руските работилници, съпровождащи армията. В началото на 1891 г. е преместен в София, а през 1899 г. с указ на княз Фердинанд комплексът се наименува Софийски артилерийски арсенал. Днес от комплекса на бившия Софийски арсенал са запазени две сгради – Националният музей „Земята и хората“ и Музеят за съвременно изкуство, а името му носи булевард „Арсеналски“.
През 1924 година Софийският арсенал е преобразуван в Държавна военна фабрика (ДВФ) и е приет специален закон за нейното функциониране. Нейно основно предназначение е да произвежда и поправя всички военни материали, необходими на армията, полицията, пограничната стража и други охранителни органи в държавата, както и изпитания на нови образци. През 1924 година започва преместване на голяма част от неговото оборудване на площадка в Казанлък, чието разположение в Розовата долина е стратегически по-добре защитено и на централно място в България, а през 1927 година там е изместено и ръководството на ДВФ. Софийският арсенал продължава да функционира като предимно логистичен клон на ДВФ, а през следващите години са създадени още няколко клона в различни градове на страната.
В Казанлък за първи път започва производството на капсули и противогази (1927 – 1929), нитроглицеринови и пироксилинови оръжейни артилерийски барути (1936 – 1942), течности за бойни спирачи и връщачи на оръдията, модернизира се производството на артилерийски снаряди и боеприпаси.

### В „Металхим“
През 1948 година ДВФ и някои други фабрики са обединени в ново държавно предприятие – „Металхим“ – в което до края на комунистическия режим остава основната част от българската военна промишленост. През следващите години започва производството на нови изделия с първостепенно значение на страната – трилемежни плугове, дискови брани, акумулатори, дизелмотори, електромотори и др. Извършва се ремонт на оптически системи, усвоява се производството на първите за страната стругове и вертикални фрезови машини. В годините 1956 – 1958 предприятието усвоява производството на безоткатно оръдие „Б-10“ и автомати. Първият автомат е произведен през 1958 г., а юбилейният едномилионен – през 1982 г.
През 60-те години заводът започва производството на металорежещи машини: пробивни – БК-20 и БК-32, фрези ФУ-250 и ФУ-320. По-късно се създават условия за конструиране и серийно производство и на други металорежещи машини с високи технико-икономически показатели – широка гама фрезови машини, агрегатни машини и възли и т.н. От декември 1960 г. се поставя началото на участък за производство на твърдосплавни пластини. Постепенно предприятието се утвърждава като мощна материално-техническа база за националното машиностроене и оръжейната промишленост. След преструктуриране през 1964 г. в рамките му се обособяват 7 завода. 2 години по-късно започва монтаж на леки автомобили „Булгаррено“, производство на ръчни и станочни противотанкови системи.
От 1967 г. се поставя началото на База за техническо развитие, която през 1984 г. прераства в Институт за металорежещи машини.
В следващия период от десетина години последователно се въвеждат нови производствени мощности:
- Завод за пружини;
- Завод за агрегатна техника;
- Завод за нестандартно оборудване;
- Барутно, патронно, капсулно и пиротехническо производство;
- Цех с машини с ЦПУ;
- Електронно-изчислителен център и т.н.

Машинният парк непрекъснато се усъвършенства и модернизира, увеличават се възможностите за по-широкоспектърно производство. Едновременно с това нараства броят на специалистите и се повишава квалификацията на персонала. Това дава възможност за усъвършенстване на лицензното производство, създаване, усвояване и серийно производство на нови изделия:
- 1971 – 72 г. – 9х18 мм пистолетни патрони;
- 1971 – 73 г. – 7,62 мм картечница;
- 1972 – 74 г. – 9 мм пистолет;
- 1976 – 78 г. – 7,62 мм танкова картечница;
- 1983 г. – 23 мм зенитна установка;
- 1984 – 86 г. – 5,45 мм автомати;
- 1985 – 87 г. – 5,45х39,5 мм патрони;
- 1986 – 87 г. – 122 мм гаубица и др.

През 1989 година при реорганизация на „Металхим“ военният комбинат в Казанлък е обособен като самостоятелна държавна фирма и получава името „Арсенал“.

### Самостоятелно предприятие
През 1989 – 1990 г. започва производството на нови машинни центри по лиценз на японската фирма „Ямазаки“. Оборудва се завод за производство на твърдосплавни смеси и пластини и на монолитна модулна система „Варилок“ по лиценз на шведската фирма „Сандвик Коромант“. Открива се и завод за синтетичен диамант, съвместно със специалисти от Института за свръхтвърди материали в Киев, а от 1996 г. започва производството на инструментодържачи по лиценз на „Валтер“ АГ, Тюбинген, Германия. Модифицират се фрезовите и пробивните машини, разширява се производството на прибори, приспособления, и инструментална екипировка.
В процеса на приватизация, протекъл в края на 1990-те, „Арсенал“ става държавно акционерно дружество. Малко по-късно правителството продава 51% от дяловете на работническо-мениджърското дружество „Арсенал – 2000“, оглавявано от директора на държавното предприятие Николай Ибушев. През 2011 година „Арсенал – 2000“ изкупува и останалите държавни акции, ставайки собственик на над 99% от акциите на „Арсенал“. Към края на 2016 година 97% от акциите в „Арсенал-2000“ са собственост на Николай Ибушев и още няколко членове на мениджърския екип.
Новата европейска и евроатлантическа ориентация на България определя и новите насоки в производството и търговията. Бързата адаптация на фирмата към новите пазарни условия налага усвояване и производство на нови продукти. Видоизменени са традиционните автомати, някои от които предназначени специално за службите за бързо реагиране, за борба с безредиците и организираната престъпност. За такива цели са създадени и звуково-светлинни ръчни гранати. Стрелковото оръжие е с калибър, съответстващ на стандартите на НАТО.
В последните години „Арсенал“ непрекъснато обогатява продуктовата си листа. Новите спортни и ловни самозарядни карабини се произвеждат в 2 калибъра – 7,62 и 5,56 мм, както и самозарядни карабини с едноредов пълнител. Освен външно видоизменените пистолети в 2 калибъра, „Арсенал“ създава и свой картечен пистолет „Шипка“. Разработени и усвоени са 60 мм и 81 мм минохвъргачки, както и 60 мм, 81 мм, 82 мм и 120 мм мини. Интерес предизвикват 23 мм и 30 мм изстрели с повишена бронепробиваемост, 40 мм шестцевна гранатохвъргачка „Лавина“ и новите подцевни гранатомети по НАТО-вски стандарт, както и различните видове гранати за тях. С арсеналска бойна техника е оборудван и уникалният по рода си мобилен комплекс „Нинджа 1М“. В процес на разработка е нова модернизирана 23 мм зенитна установка с компютърна система за управление на стрелбата. Производството на ловни патрони, боеприпаси, барути и пиротехнически изделия се разширява според търсенето и изискванията на пазара. Новост в производството на фирмата са противоградовата ракета „Лазур“ и радиалната пробивна машина РБ-32.
В резултат на новата ориентация на предприятието към интелектуалните новости се открива нова производствена единица, която съвместно с френската фирма „Recif“ и представители на нейния филиал „Sirob“, Беларус, произвежда детайли за роботи-манипулатори с приложение във високотехнологични процеси.

## Наименования
- Русенски артилерийски арсенал (1878 – началото на 1891)
- Софийски артилерийски склад (началото на 1891 – 1895)
- Софийски артилерийски арсенал и склад (1895)
- Софийски артилерийски арсенал (1895 – 1915)
- Главна артилерийска работилница на действащата армия (1915 – 1918)
- Софийски артилерийски арсенал (1918 – 1924)
- Военна фабрика – Казанлък (1925 – 1934)
- Държавна военна фабрика (1934 – 1948)
- Военен завод 21 (1948 – 30 декември 1948)
- Военен завод 10 (30 декември 1948 – 10 август 1964)
- ОПП „Фр. Енгелс“ (от 10 август 1964)
- ОЗ „Фр. Енгелс“
- МК „Фр. Енгелс“ (1977 – 12 юли 1989)
- ДФ „Арсенал“ (12 юли 1989 – 20 декември 1991)
- „Арсенал“ ЕАД (20 декември 1991 – 3 декември 1999)
- „Арсенал“ АД (от 3 декември 1999)

## Ръководители
Званията са към датата на заемане на длъжността.
| №  | звание       | име                   | дати                                |
| -- | ------------ | --------------------- | ----------------------------------- |
| 1. | Капитан      | Владимир Григориевич  | 23 октомври 1878 – 23 февруари 1883 |
| 2. | Поручик      | Симеон Ванков         | 23 февруари 1883 – 17 май 1885      |
| 3. | Поручик      | Георги Зеленогоров    | 17 юни 1885 – 17 февруари 1887      |
|    | Капитан      | Стефан Белов          | 1896 – 1910                         |
|    | Полковник    | Стефан Белов          | 1912 – 1916                         |
|    | Подполковник | Никола Стайков        | от началото на 1915                 |
|    | Майор        | Богдан Белковски      | 11 септември 1915 – 30 август 1919  |
|    |              | Иван П. Даскалов      | 1919 – 1924                         |
|    | Полковник    | Димитър Стоенчев      | 15 септември 1923 – 17 април 1929   |
|    | Полковник    | Александър Славов     | 17 април 1929 – 27 август 1929      |
|    | Полковник    | Владимир Танинчев     | 27 август 1929 – 1 юни 1933         |
|    | Полковник    | Янко Бойчев           | 1 юни 1933 – 10 юни 1935            |
|    | Полковник    | Руси Русев            | 10 юни 1935 – 4 януари 1936         |
|    | Полковник    | Христо Велчев         | 4 януари 1936 – 29 ноември 1939     |
|    | Полковник    | Асен Красновски       | 29 ноември 1939 – 7 март 1942       |
|    | Капитан      | Иван Джангазов        | 7 март 1942 – 31 март 1944          |
|    | Подполковник | Симеон Рангелов       | 31 март 1944 – 7 юни 1946           |
|    | Полковник    | Цонко Цонев           | 7 юни 1946 – 19 март 1948           |
|    | Полк.        | Димитър Добрев        | 19 март 1948 – 12 ноември 1949      |
|    |              | Стойно Клутников      | 12 ноември 1949 – 24 август 1950    |
|    |              | Атанас Билдирев       | 24 август 1950 – 16 юни 1959        |
|    |              | Голубин Лозанов       | 24 август 1950 – 12 февруари 1959   |
|    |              | Слави Славов          | 10 април 1959 – 20 февруари 1960    |
|    |              | Дончо Калайджиев      | 20 февруари 1960 – 16 ноември 1963  |
|    |              | инж. Тончо Чакъров    | 20 януари 1964 – 10 ноември 1969    |
|    |              | инж. Васил Тюркеджиев | 10 ноември 1969 – 6 януари 1972     |
|    |              | инж. Стефан Дамянов   | 6 януари 1972 – 6 март 1974         |
|    |              | инж. Тончо Чукалов    | 6 март 1974 – 21 октомври 1983      |
|    |              | инж. Иван Иванов      | 21 октомври 1983 – 23 декември 1991 |
|    |              | инж. Алексей Желев    | 23 декември 1991 – 20 юли 1992      |
|    |              | инж. Петър Демирев    | 20 юли 1992 – 23 юли 1993           |
|    |              | инж. Чаньо Стоянов    | 23 юли 1993 – 7 декември 1993       |
|    |              | инж. Крум Христов     | 7 декември 1993 – 21 август 1997    |
|    |              | инж. Николай Ибушев   | 8 септември 1997                    |